# Saladas (Corrientes)
Saladas é um município da Argentina, localizada na província de Corrientes. É a capital do departamento de Saladas.